# Quinta Avenida

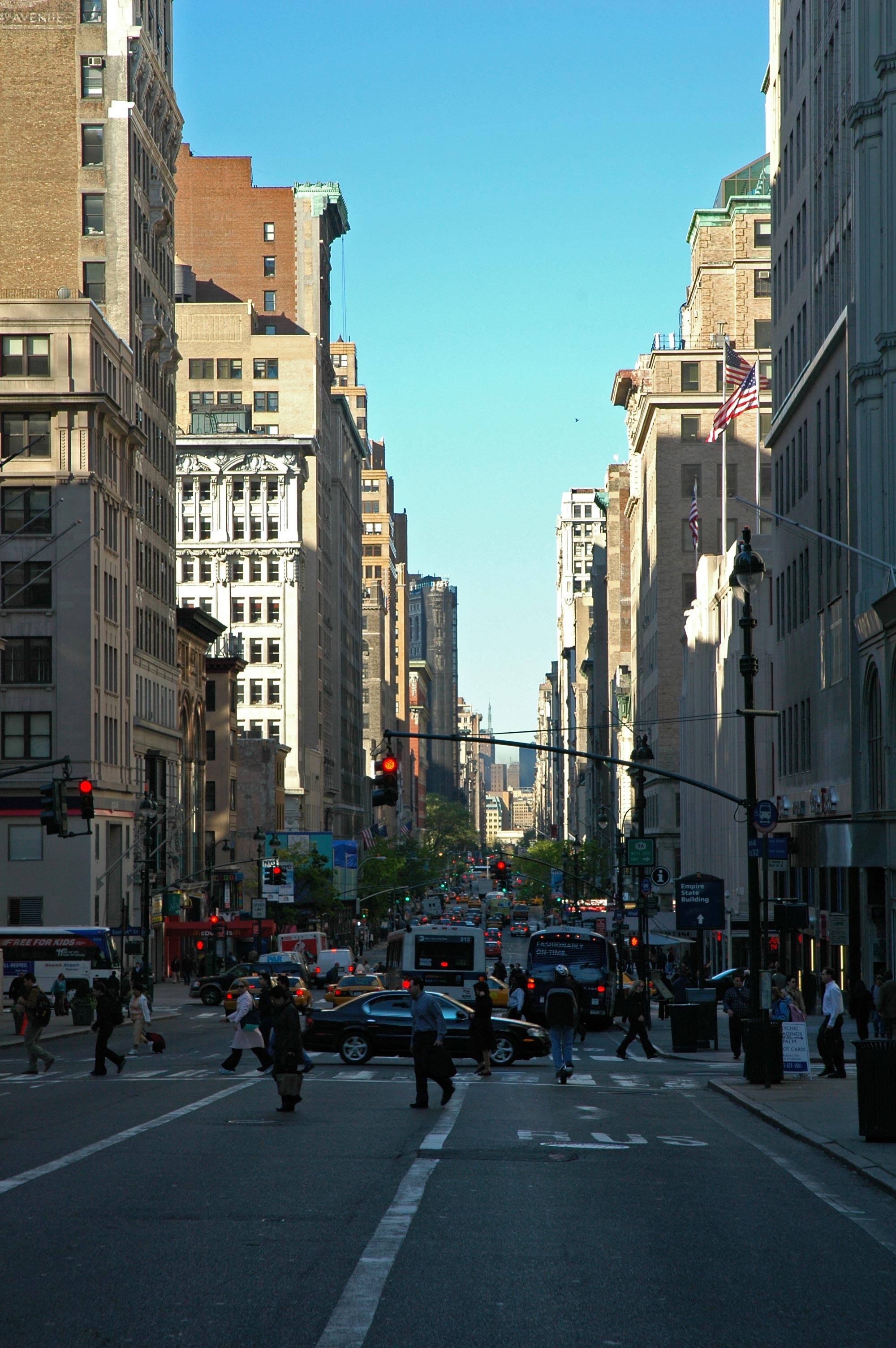
La Quinta Avenida hacia el sur desde la calle 38 por la mañana temprano.

La Quinta Avenida (en inglés: Fifth Avenue) es una de las principales arterias del centro de Manhattan (Nueva York, Estados Unidos). Repleta de apartamentos de lujo y de mansiones históricas, la Quinta Avenida es un símbolo de la bonanza económica de Nueva York. La sección de la avenida entre las calles 34 y 59, es también una de las zonas de compras más exclusivas del mundo junto a Oxford Street en Londres, la avenida de los Campos Elíseos en París y la Vía Montenapoleone en Milán.[cita requerida]
Ha sido catalogada de forma continua como una de las calles más caras del mundo, con precios de alquiler similares a los de París, Londres y Tokio: la denominación de «la calle más cara del mundo» varía año a año debido a las fluctuaciones de las divisas y las condiciones económicas locales. Durante varios años desde mediados de los 90, el distrito de compras entre las calles 49 y 57 ha sido catalogado como el segundo con precios más caro por metro cuadrado de superficie de venta, por detrás de la calle londinense de Sloane Street.

## Delimitación geográfica
La Quinta Avenida nace en el Washington Square Park en Greenwich Village y discurre en dirección norte a lo largo del centro de Manhattan, paralela al este de Central Park, y a través de Upper East Side y del Harlem, donde termina en el río Harlem en la calle 142. El tráfico cruza el río en el Puente de la Avenida Madison.
La Quinta Avenida hace la función de línea divisoria de las calles de Manhattan, separando por ejemplo las calles E 59 de la W 59. La Quinta Avenida sirve además como referencia para la numeración de los edificios en las calles perpendiculares, ya que el número aumenta a medida que uno se aleja de la calle. Por ejemplo, 1 E 59 St. está situada en la esquina con la Quinta Avenida y 300 E 59 E St. está situada 3 bloques al este de la Quinta Avenida.

## Historia

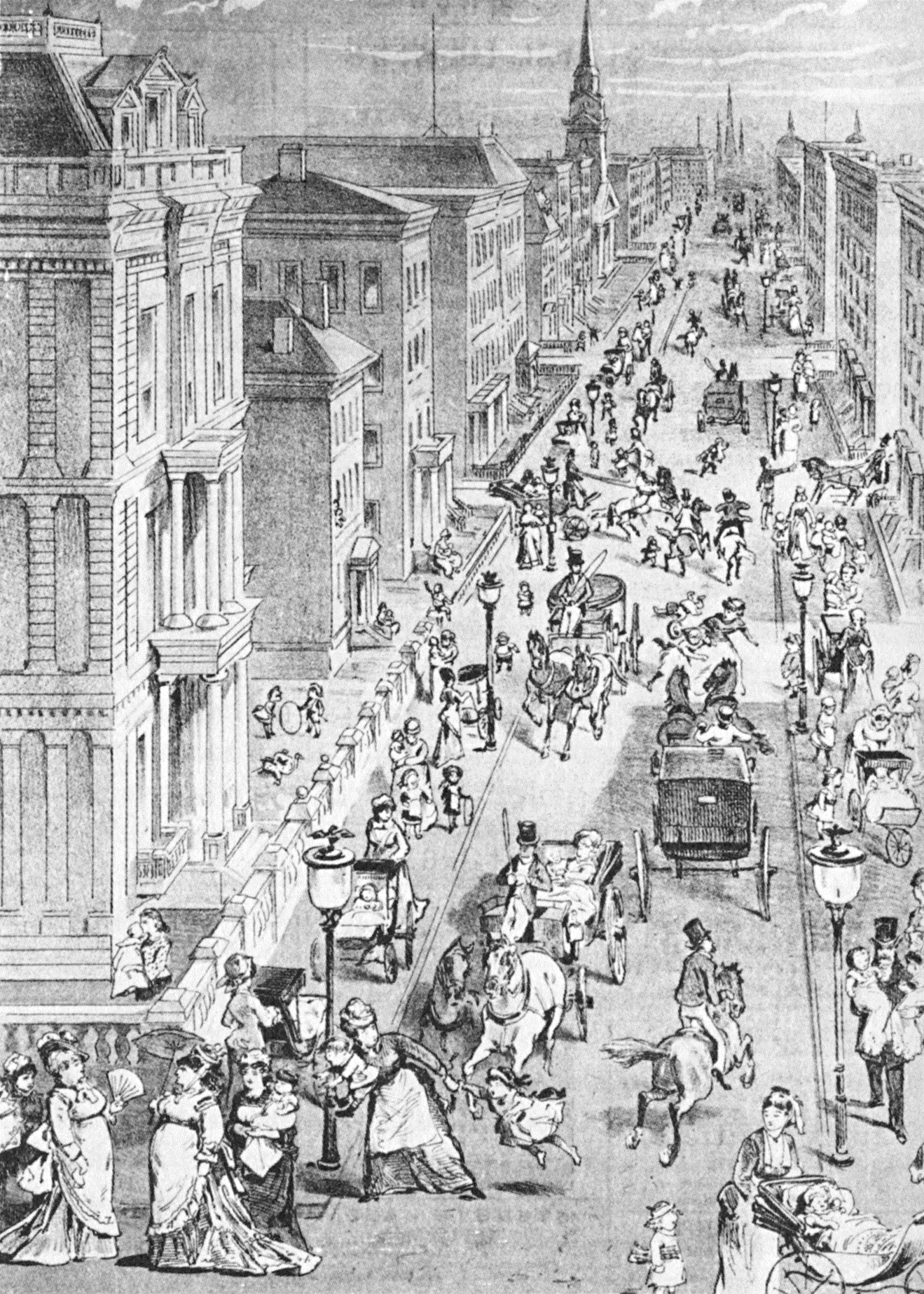
La Quinta Avenida en 1878: Ilustración de La mujer más malvada en Nueva York: Madame Restell, la abortista, por Clifford Browder.

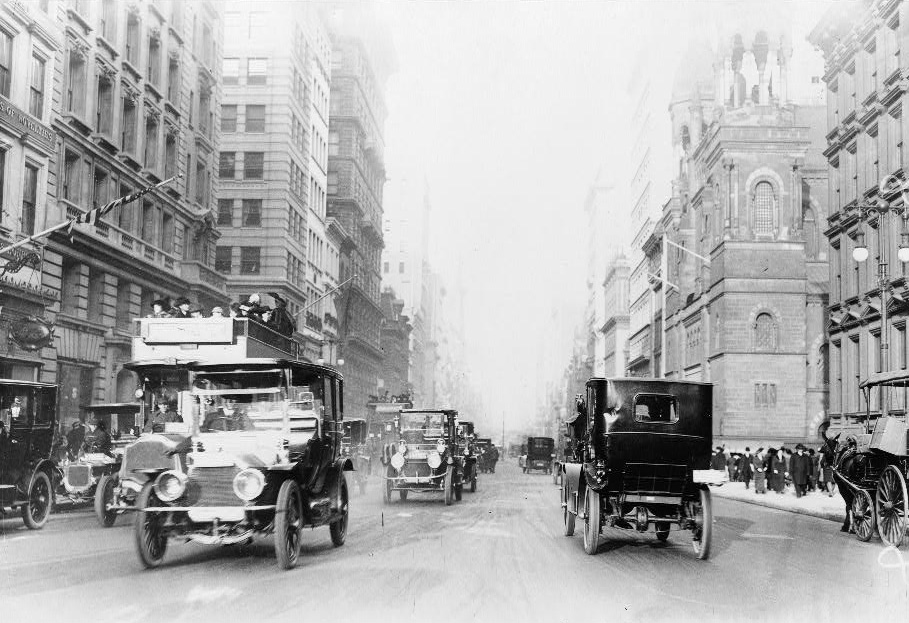
La Quinta Avenida en 1918, imagen de la colección de la Biblioteca del Congreso de Estados Unidos.

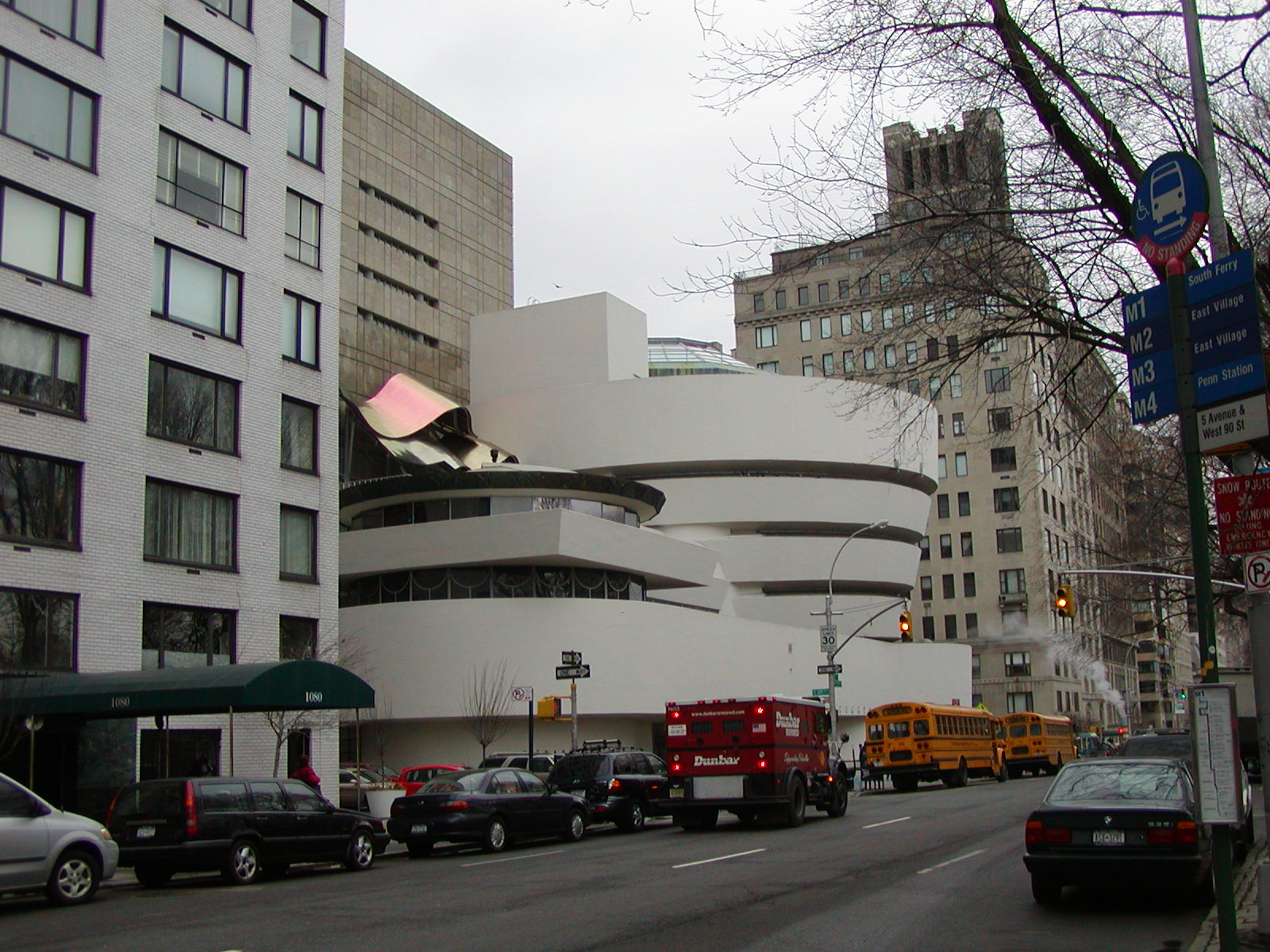
El Museo Guggenheim en la calle 89.

En 1862 se confirma el alto estatus de la Quinta Avenida cuando Caroline Schermerhorn Astor se establece en la esquina suroeste de la calle 34, y es finalmente en 1893 cuando la calle comienza a transformarse de residencial a comercial con la construcción del hotel Astoria en lugar de la residencia, posteriormente unida al edificio contiguo para formar así el Hotel Waldorf-Astoria (hoy emplazamiento del Empire State Building). La Quinta Avenida es la escena central de la novela de Edith Wharton La edad de la inocencia, con la que la autora ganó el Premio Pulitzer en 1920. La novela describe la élite social de Nueva York en los años 1870 y provee un contexto histórico a las familias aristócratas de la Quinta Avenida y de Nueva York.

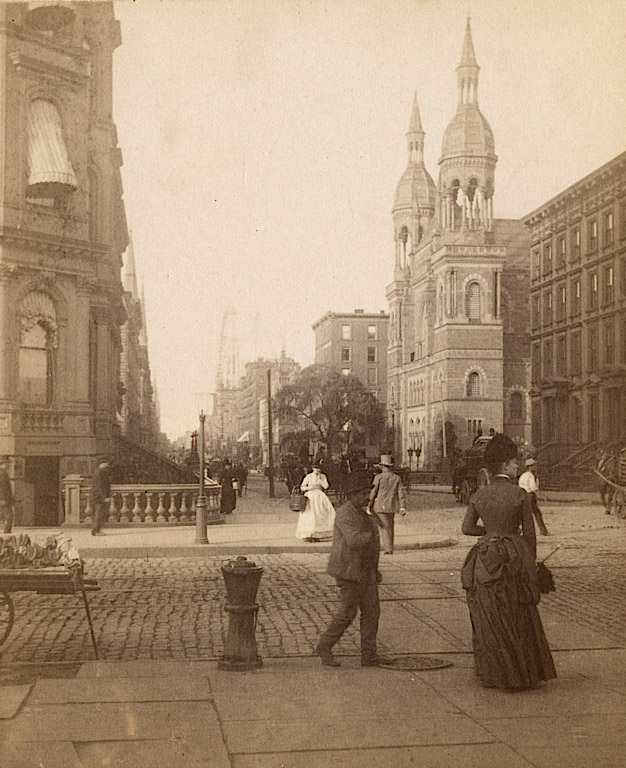
Robert L. Bracklow (1849-1919), Fifth Avenue at 42nd Street, New York, USA, 1 de septiembre de 1888, albumen print cabinet card, Department of Image Collections, National Gallery of Art Library, Washington D. C.

La Quinta Avenida era originariamente una calle más bien estrecha que se amplió en la parte sur de Central Park en 1908 a costa de las aceras para dar paso al creciente tráfico. Los bloques del centro de la ciudad, hoy famosa por sus comercios, eran en su mayor parte residenciales hasta comienzos del siglo XX. El primer edificio comercial en la Quinta Avenida fue ergido por Benjamin Altman, quien comprara la esquina noreste de la calle 34 en 1896 y demoliera el «Marble Palace» de su gran rival, Alexander Turney Stewart. En 1906, sus almacenes, B. Altman and Company, ocupaban toda la fachada de la manzana. Como resultado, se creó un distrito de compras exclusivo que atrajo a las damas de la clase alta de la sociedad y a las empresas que quisieren servirles. El buque insignia de la cadena Lord & Taylor aun está situado en la Quinta Avenida, cerca del Empire State Building y de Biblioteca Pública de Nueva York.
A comienzos del siglo XX, los más ricos de Nueva York se mudaron a la franja de la Quinta Avenida situada entre la calle 59 y la calle 96, en la parte que da al Central Park. Esta área contiene numerosos edificios de apartamentos creados en los años 1920 por arquitectos tales como Rosario Candela y J. E. R. Carpenter. Muy pocas estructuras posteriores a la Segunda Guerra Mundial rompieron el unificado frente de caliza, tal y como hiciera el Museo Guggenheim entre las calles 88 y 89.

## A destacar

La Quinta Avenida comienza en Waverly Place, en Washington Square Park.

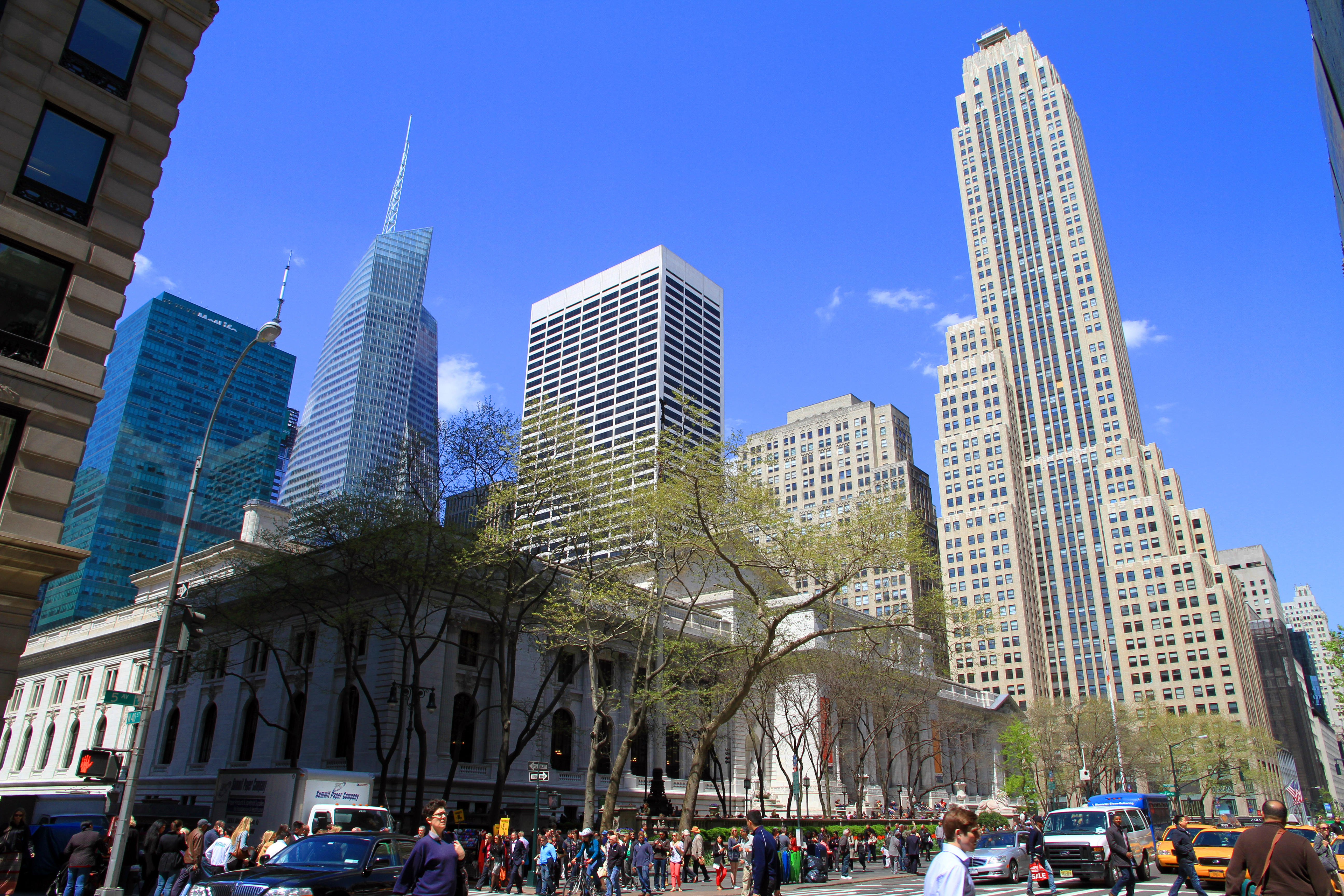
Quinta Avenida, 2013

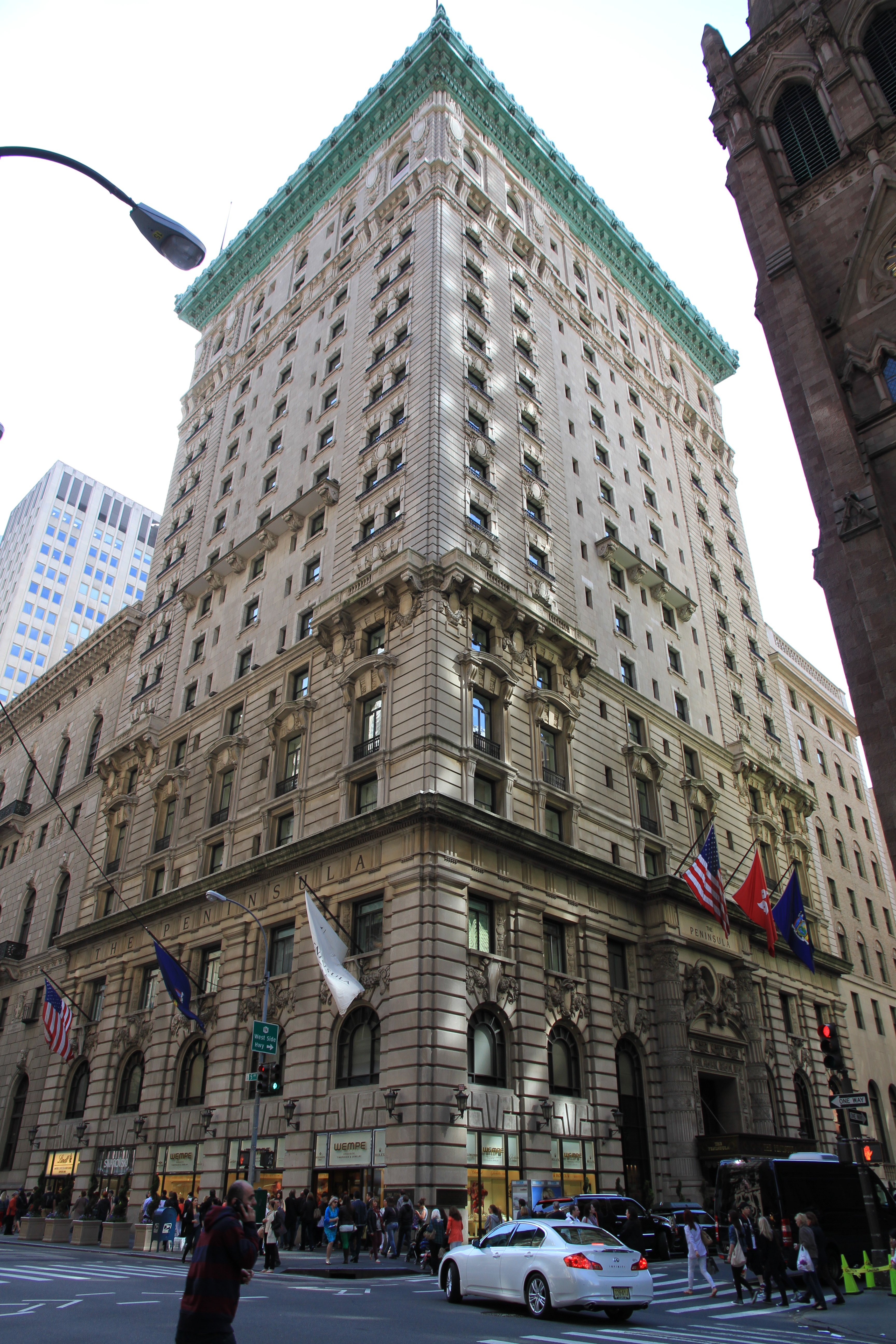
Edificio The Peninsula, 2013

Muchos de los edificios destacados de Nueva York están situados en la Quinta Avenida, en el Medio Manhattan y en el Upper East Side. En el Medio Manhattan están el Empire State Building, la Biblioteca Pública de Nueva York, el Rockefeller Center y la Catedral de San Patricio. La franja de la Quinta Avenida entre las calles 80 y 90 (ej., desde la 82 hasta la 105) tiene tantos museos que se le apoda Museum Mile (en español, La Milla de los Museos), e incluye instituciones tales como el Metropolitan Museum of Art y el Museo Guggenheim. A esta área se le conocía a comienzos de los años 1920 como la Millionaire's Row (en español, Fila de los Millonarios), debido a la cantidad de mansiones existentes después de que muchos ricos neoyorquinos se mudaran a la franja que da al Central Park. Varias casas ostentosas de estilo Vanderbilt, entre otras mansiones, se construyeron en los años 1950 e incluso antes más al sur. La New York Academy of Medicine está situada en la calle 103, y el Mount Sinai Hospital en la 98.
Entre la calle 34 y la 60 se encuentran lujosos comercios, incluyendo Tiffany & Co., Cartier SA, Burberry, Ermenegildo Zegna, Gucci, Louis Vuitton, Chanel, Prada, Hermès, Salvatore Ferragamo, Dolce & Gabbana, Bvlgari, Rolex, Emilio Pucci, Armani Exchange, Coach Inc., Escada, Façonnable, Christian Dior, Victoria's Secret, Lacoste, Fendi, Versace, Kenneth Cole, Saks Fifth Avenue, Emanuel Ungaro, H&M, Hollister Co, Abercrombie & Fitch, Banana Republic, Hugo Boss, Zara, Tommy Hilfiger, United Colors of Benetton, Nike, Cartier, Diesel, Gap, Armani, Van Cleef & Arpels, Godiva y Swarovski.
También hay algunos famosos comercios que estuvieron en la avenida y ya no se encuentran, como B. Altman and Company, Bonwit Teller y Peck & Peck.
Situado en el número 720 de la Quinta Avenida está el buque insignia, de tres pisos, de la cadena Abercrombie & Fitch. Entre las calles 58 y 59 están FAO Schwarz y el cubo de Apple de 10 metros de lado, que sirve como entrada a su tienda totalmente subterránea.
En 2017, se anunció que un nuevo rascacielos de 305 metros (1001 pies) se alzaría en el 262 de la Quinta Avenida.

## Flujo del tráfico
La Quinta Avenida solo tiene tráfico en sentido sur entre las calles 135 y Washington Square Park, desde que se eliminara el tráfico en 2 sentidos el 14 de enero de 1966, momento en el que la avenida Madison se cambió a un sentido saliendo de la ciudad (hacia el norte). Solo al norte de la calle 135 se admite tráfico en ambas direcciones. Entre las calles 120 y 124 la Quinta Avenida está cortada por el Marcus Garvey Park, desviando el tráfico en dirección sur por la Mount Morris Park West.
La Quinta Avenida es una de las escasas grandes calles de Manhattan en las que no circulaban tranvías. En lugar de eso la empresa Fifth Avenue Coach ofrecía un servicio más exclusivo, con una tarifa el doble de cara que lo normal.

### Ruta para desfiles
La Quinta Avenida es la ruta tradicional para numerosos desfiles en la ciudad de Nueva York, y por eso está cerrada al tráfico los días domingos en la época de verano. Estos desfilen van desde la ticker-tape parade celebrada en el «Canyon of Heroes» en la parte baja de Broadway, hasta el desfile de Acción de Gracias de Macy's celebrado en Broadway desde la parte superior oeste hasta Herald Square. También el latino literary classic de la neoyorquina Giannina Braschi, titulado «Empire of Dreams», tiene lugar en el Puerto Rican Day Parade en la Quinta Avenida.

### Ruta para ciclistas
Ir en bicicleta por la Quinta Avenida es muy dispar, va entre lo seguro de una ciclovía al sur de la calle 23 para contemplar el Central Park, hasta lo peligroso del Midtown con un tráfico muy espeso en las horas punta.